# Maihuen de Los Ángeles
Maihuen de Los Ángeles es un grupo folclórico chileno, con más de 35 años de trayectoria, reconocido por su dedicación a preservar y difundir la tradición de la cueca, destacándose como uno de los conjuntos más influyentes en la escena musical tradicional del país en la actualidad.

## Trayectoria
El 30 de octubre de 1988, Luis Rivas y Gloria Poblete formaron un conjunto con sus hijos, que llevaría por nombre: Maihuen de Los Ángeles. Desde entonces, han dejado una marca indeleble en la escena musical chilena, consolidándose como una de las agrupaciones principales de la cueca.
El grupo ha lanzado varias producciones musicales, que incluyen interpretaciones originales y tres álbumes recopilatorios. Han llevado su música a distintas peñas, rodeos y fiestas costumbristas. Y son los invitados estelares para amenizar los campeonatos de cueca más importantes en sus diversas categorías. En el año 2006 participaron en la competencia folclórica del Festival del Huaso de Olmué con el tema «Los Chamantos de mi Chile», pero no lograron ganar.
En 2012 sufrieron la pérdida de uno de sus miembros fundadores, Luis Rivas Díaz, un hombre no solo reconocido como un apasionado folclorista, sino también como un destacado profesor en su comuna de Los Ángeles. El grupo ha seguido honrando su legado, recordando su pasión por la música.
La canción «Llorando Ausencia», cuya autora y compositora es María Teresa Lagos, se ha convertido en uno de los temas más reconocidas de la agrupación. Maihuen de Los Ángeles la ha popularizado, estableciéndola como un clásico del repertorio folclórico del país y consolidándola como un símbolo de la música chilena.
Maihuén de Los Ángeles han sido los precursores en la creación y difusión de la cueca romántica, una variante del género tradicional. Un estilo que ha logrado establecer un nuevo estándar en la música folclórica y que los ha llevado a consolidarse en las plataformas digitales, con una discografía que acumula miles de oyentes mensuales en Spotify. Durante el mes de las Fiestas Patrias, su música alcanza las primeras posiciones del Top 50 Chile, consolidando sus temas como los más escuchados en el país.
En 2020 recibieron una certificación de Platino de manos del sello Master Media Chile, tras superar las 60 millones de reproducciones en plataformas de streaming.
En el año 2024, fueron los encargados de inaugurar una de las cuatro jornadas del Festival del Huaso de Olmué con gran éxito. El alcalde de Olmué, Jorge Jil, les extendió personalmente la invitación a la agrupación y aprovechó de reconocerlos con el Guitarpín a la trayectoria, destacando al conjunto folclórico por sus más de 35 años de trayectoria y por su gran presencia en la difusión de la cueca chilena. Con esto se convirtieron en la tercera agrupación en obtener el galardón más importante del folclore nacional junto a Los Jaivas e Illapu.

## Discografía
| Álbumes de estudio - Maihuen de Plata - La Cueca Es Nuestra Esencia - Los Chamantos de mi Chile - Sentimientos - 30 años de historias - De amor y desencanto | Álbumes recopilatorios - 20 años - Grandes de la Canción Chilena: 24 cuecas - Las mejores cuecas con Maihuen de Los Ángeles |